# Rio Mulchatna
O rio Mulchatna (em dena’ina: Vałts'atnaq) é um curso de água com cerca de 257 km de extensão, localizado no estado do Alasca, nos Estados Unidos. Nasce no lago Turquesa, a oeste das Montanhas Chigmit, no Parque Nacional e Reserva do Lago Clark, e segue predominantemente para sudoeste até desaguar no rio Nushagak, a cerca de 105 km a nordeste da cidade de Dillingham. Sua foz está situada pouco ao sul da vila de Koliganek, no rio Nushagak, que prossegue até a baía de Nushagak, um braço da baía de Bristol.
Os 39 km iniciais do curso do rio, localizados dentro do Parque Nacional e Reserva de Lake Clark, foram incluídos no Sistema Nacional de Rios Selvagens e Cênicos dos Estados Unidos em 1980. Exceto por algumas cabanas isoladas, o rio permanece praticamente intocado. No entanto, existe uma proposta para construção da mina Pebble, destinada à extração de cobre e ouro, dentro da bacia hidrográfica de um de seus afluentes, o rio Koktuli.

## Recreação
O rio Mulchatna e seu afluente Chilikadrotna são destinos populares para a pesca embarcada no sudoeste do Alasca. Outros afluentes também apreciados por pescadores incluem os rios Stuyahok e Koktuli. Os principais peixes de valor esportivo encontrados incluem salmão-prateado, grayling-ártico, trutas e salvelinos, truta-arco-íris e truta-de-lago.
As águas do Mulchatna variam de Classe I (fácil) a Classe III (difícil) na Escala Internacional de Dificuldade de Rios. Abaixo do riacho Bonanza, o rio pode ser navegado com diversos tipos de embarcação, sendo predominantemente Classe I. Os cerca de 80 km superiores apresentam trechos Classe II e III, com necessidade ocasional de porteio e trechos muito rasos. Outros perigos incluem quedas, ondas do tipo "haystack", troncos caídos e vegetação obstruindo a passagem.